# Fujiwara no Akisuke

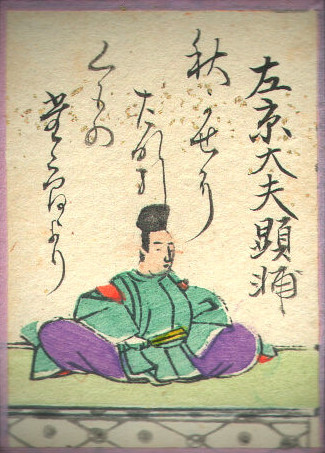
Fujiwara no Akisuke

Fujiwara no Akisuke (japanisch 藤原 顕輔; geboren 1090; gestorben 8. Juni 1155) war ein japanischer Waka-Dichter der späten Heian-Zeit.

## Leben und Wirken
Fujiwara no Akisuke war Sohn von Fujiwara no Akisue (藤原 顕季; 1055–1123), einem hochrangigen Baubeauftragter dritten Ranges am Kaiserhof, seine Mutter war die Tochter von Fujiwara no Tsunehira (藤原 経平; 1014–1091). Aisuke stieg auf bis zum Sakyō no Daibu (正三位左京大夫) im dritten Rang. Er trat in die Fußstapfen seines Vaters Akisue, wurde nach dem Tod von Minamto no Toshiyori (1055–1129) und Fujiwara no Mototoshi (1060–1142) als Waka-Lehrer aktiv. Er trug maßgeblich dazu bei, die Familie Rokujōtō-ke (六条藤家) als Meisterfamilie der Poesie zu etablieren.
Im Jahr 1144 musste Akisuke aufgrund eines kaiserlichen Erlasses den Tempel Sutoku-in (崇徳院) verlassen. Im Jahr 1151 rezitierte er die sechste kaiserliche Sammlung von Waka-Gedichten, das „Shika-wakashū“. Obwohl sein Gesangsstil gemäßigt ist, beherrscht er lyrische und meditative Poesie hervorragend. Zusätzlich zu seiner Familienanthologie „Sakyo Daifu Akisuke shū“ (左京大夫顕輔集) ist er auch einer Dichter der „Kyūan Hyakushu“ (久安百首) – der „Hundert Köpfe der Ära Kyūan“, die in der Schriftensammlung „Kin’yōshū“ (金葉集) enthalten sind.
Akisukes Sohn Fujiwara no Kiyosuke (1104–1177) und sein Adoptivsohn Kenshō (1130–1229) sind beide ebenfalls als Dichter berühmt.